# Sweetness (пісня)
Sweetness — сингл американського альтернативного рок-гурту Jimmy Eat World, випущений в червні 2002 року як третій сингл з їхнього альбому Bleed American (2001). Пісня була також показана саундтреком до відеогри NHL 2003. Спочатку вона була написана для альбому Clarity. Гурт часто грав цю пісню на «Clarity x 10 Турне».

## Відеокліп
Відео до пісні було відзняте у 2002 році. Для зйомок був викоританий ефект «Хромакей».
У відеокліпі Sweetness гурт виступає в різних місцях, в тому числі: у своїй спальні, в барі а також на концерті, при цьому змінюється лише картинка позаду учасників гурту. І зміна місця гри супроводжується блакитно-білим фургоном, який весь час переїздить з місця на місце.

## Список композицій
| UK CD1 | UK CD1                      | UK CD1     |
| #      | Назва                       | Тривалість |
| ------ | --------------------------- | ---------- |
| 1.     | «Sweetness»                 | 3:40       |
| 2.     | «Blister» (Live)            | 5:52       |
| 3.     | «Your New Aesthetic» (Live) | 2:46       |

| UK CD2 | UK CD2                     | UK CD2     |
| #      | Назва                      | Тривалість |
| ------ | -------------------------- | ---------- |
| 1.     | «Sweetness»                | 3:40       |
| 2.     | «A Praise Chorus» (Live)   | 4:05       |
| 3.     | «Lucky Denver Mint» (Live) | 3:11       |
| 4.     | «Sweetness» (Video)        | 3:40       |

| Australian Single (2002) | Australian Single (2002)          | Australian Single (2002) |
| #                        | Назва                             | Тривалість               |
| ------------------------ | --------------------------------- | ------------------------ |
| 1.                       | «Sweetness»                       | 3:41                     |
| 2.                       | «If You Don't, Don't» (Live)      | 4:29                     |
| 3.                       | «Lucky Denver Mint» (Live)        | 3:12                     |
| 4.                       | «Sweetness» (.mov video)          | 3:59                     |
| 5.                       | «Goodbye Sky Harbor» (.mov video) | 3:29                     |

## Чарти
| Чарти (2002)                                 | Позиція в чарті |
| -------------------------------------------- | --------------- |
| United Kingdom (The Official Charts Company) | 38              |
| U.S. Billboard Hot 100                       | 75              |
| U.S. Billboard Modern Rock Tracks            | 2               |